# کانی‌رش (مهاباد)
کانی‌رش بوکان (به کردی: کانی ڕەش، Kanî reş) روستایی از توابع بخش ایل تیمور در شهرستان بوکان است که در استان آذربایجان غربی ایران قرار دارد.

## جمعیت
این روستا در دهستان کانی‌بازار واقع شده و براساس سرشماری سال 1395 جمعیت آن برابر 308 نفر است که از این تعداد 152 مرد و 156 زن هستند و میانگین بعد خانوار در این روستا 3.5 است. همچنین نسبت جنسی مردان به زنان 0.97 درصد است.